# Parque del Águila
Parque del Águila är en ort i Mexiko.   Den ligger i kommunen Tlalpujahua och delstaten Michoacán de Ocampo, i den sydöstra delen av landet, 120 km väster om huvudstaden Mexico City. Parque del Águila ligger 2 603 meter över havet och antalet invånare är 143.
Terrängen runt Parque del Águila är huvudsakligen kuperad. Parque del Águila ligger nere i en dal. Runt Parque del Águila är det ganska tätbefolkat, med 179 invånare per kvadratkilometer. Närmaste större samhälle är El Oro de Hidalgo, 10,5 km nordost om Parque del Águila. Trakten runt Parque del Águila består till största delen av jordbruksmark.